# کتوسا (اکلاهما)
کتوسا(به انگلیسی: Catoosa) شهری در ایالت اکلاهما کشور ایالات متحده آمریکا است که جمعیت آن در سرشماری سال ۲۰۱۰ میلادی، ۷٬۱۵۱ نفر بوده‌است.